# Котики (деревня)
Котики — деревня в Оричевском районе Кировской области в составе Спас-Талицкого сельского поселения.

## География
Расположена на расстоянии примерно 6 км по прямой на юго-восток от райцентра поселка Оричи.

## История
Известна с 1873 года как деревня Малыгинская 2-я или Котики, дворов 7 и жителей 45, в 1905  14 и 88, в 1926 (деревня Котики или Малыгинская 2-я) 21 и 108, в 1950 16 и 56, в 1989 оставалось 2 постоянных жителя. Настоящее название утвердилось с 1939 года.  Ныне имеет дачный характер.

## Население
Постоянное население не было учтено как в 2002 году, так и в 2010.